# Procopio Antemio
Flavio Procopio Antemio (latino: Flavius Procopius Anthemius; fl. 469-515) è stato un nobile romano membro della dinastia trace in quanto figlio dell'imperatore Antemio.  Fu console nel 515.

## Biografia
Procopio era il figlio dell'imperatore d'Occidente Antemio e di Elia Marcia Eufemia, figlia dell'imperatore d'Oriente Marciano. Rimase a Costantinopoli, alla corte di Leone I, mentre il padre regnò brevemente (469-472) in Italia e Gallia, tentando senza successo di restaurare il potere imperiale nelle province occidentali.
Nel 479 Procopio e i fratelli, Flavio Marciano e Romolo, si ribellarono contro il nuovo imperatore d'Oriente, Zenone, in quanto Marciano, avendo sposato la figlia di Leone I, vantava diritti sul soglio imperiale. Dopo alcune vittorie iniziali, la rivolta venne sedata dal generale Illo: Marciano venne catturato, mentre Procopio e Romolo fuggirono in Italia.
Procopio tornò poi a Costantinopoli, iniziando una carriera politica di un certo riguardo, visto che nel 515 divenne console.